# خاتم الحياة
خاتم الحياة هو معلم يقع في مدينة فوشون (جمهورية الصين الشعبية)،الصين يبلغ ارتفاعه 157 متراً.